# Janina Kończak
Janina Kończak z d. Gotner (ur. 19 września 1951 w Gliwicach) – polska robotnica, działaczka społeczna i związkowa, pomysłodawczyni największego w Polsce marszu głodowego w Łodzi w 1981 roku.

## Życiorys
Urodzona 19 września 1951 w Gliwicach. Pracowała jako robotnica Łódzkich Zakładów Przemysłu Gumowego „Stomil”. Członek PZPR w latach 1973–1981. W sierpniu 1980 stanęła na czele Komitetu Strajkowego w swej fabryce, z początkiem września – przewodniczyła Komisji Zakładowej „Solidarności” w Stomilu /in statu nascendi/. W 1981 kandydowała do Zarządu Regionalnego „Solidarności”, była jedyną kobietą ubiegającą się o miejsce w tym gremium. Ostatecznie została szefem jednego z zespołów zajmujących się sprawami socjalno–bytowymi. Była pomysłodawczynią marszu głodowego w Łodzi i stanęła na jego czele, przemawiając na pl. Wolności i żądając poprawy warunków życia. Delegat na I Krajowy Zjazd „Solidarności”, weszła w skład I Komisji Zjazdowej ds. wyżywienia. W październiku 1981 uczestniczyła z Lechem Wałęsą w delegacji „Solidarności” do Francji. Po wprowadzeniu stanu wojennego internowana od 8 maja do 6 lipca 1982 w Gołdapi, a jej dzieci trafiły do domu dziecka. Po zwolnieniu powróciła do pracy, ale ostatecznie pod naciskiem władz na własną prośbę wyemigrowała do Francji w 1982 roku. Angażowała się od 1983 do 1990 w pomoc dla Polski wiele korzystając ze współpracy z francuskimi organizacjami związkowymi oraz red. Leszkiem Talko z kręgu RFI i Communauté franco-polonaise Centre d’études et d’action des Polonais en France, a także z innymi postaciami z kręgu francuskiej Polonii. Po 1989 r. odwiedzała Polskę, uczestniczyła m.in. w obchodach rocznicy marszu głodowego w 2018 roku.
11 maja 2020 roku została odznaczona Krzyżem Wolności i Solidarności.

## Upamiętnienie
W 2021 ukazał się komiks Karolina i Klara. Medalion czasu autorstwa Sebastiana Frąckiewicza i Anny Krztoń. Jedną z bohaterek jest Janina Kończak. Komiks wydała Fundacja Kosmos dla Dziewczynek. Przed wydaniem wersji książkowej komiks ukazał się w czasopiśmie "Kosmos dla Dziewczynek".  